# Xixuthrus parallelus
Xixuthrus parallelus es una especie de escarabajo longicornio del género Xixuthrus, categorizada en la tribu Macrotomini, de la subfamilia Prioninae. Fue descrita por Gressitt en 1959.

## Descripción
Mide 60 mm de longitud.

## Distribución
Se distribuye por Papúa Nueva Guinea.